# Roberval Marinho
Roberval José Marinho sacerdote do Candomblé, Falojutogum, é Ogã de Ogum no Ilê Axé Opô Afonjá há mais de trinta anos; escritor e professor da Universidade Católica de Brasília, pesquisador das religiões afro-brasileiras, criador e organizador do Alaiandê Xirê- o Festival de Alabês, Xicarangomas e Runtós juntamente com a escritoraCléo Martins. É o atual Presidente do Instituto Alaiandê Xirê.
Roberval Marinho é formado pela Escola de Belas Artes da Bahia (UFBA) e Doutor em Artes pela Universidade de São Paulo (USP). Atualmente divide seu tempo entre Brasília e Salvador.
É babalorixá no terreiro de Candomblé Obê Ogum Ebê Axé Ecô. Em Cidade Ocidental Go.

## Livros
- Iroco: O Orixá Da Árvore E A Árvore Orixá - Cléo Martins - Roberval Marinho, Coleção Orixás, Pallas, ISBN 8534702098
- Os Saberes da Comunicação: dos fundamentos aos processos, autores: Florence Dravet, Gustavo de Castro e João José Curvello (organizadores) e participação Roberval José Marinho, Editora Casa das Musas, 2007, ISBN 978-85-98205-26-7
- "O Imaginário Mitológico na Religião dos Orixás." In: Dos Yorùbá ao Candomblé Kétu - Origens, Tradições e Continuidade. Aulo Barretti Filho (Org.), pp. 161-194. São Paulo, Edusp, 2010. ISBN 9788531412202[2]